# Великий почин (алмаз)
Вели́кий почи́н — уникальный алмаз в 135,12 карата, найденный в кимберлитовой трубке «Мир» в 1969 году. Алмаз назван в честь 50-летия первого коммунистического субботника, состоявшегося на Московско-Казанской железной дороге 12 апреля 1919 года. Хранится в Алмазном фонде Московского Кремля.

## Описание
Алмаз добыт 7 апреля 1969 г. на обогатительной фабрике № 2 из кимберлитов трубки «Мир».
Размеры кристалла 35×32×29 мм. Алмаз представляет собой октаэдр уплощённый плоскогранный со ступенчато-пластинчатыми и треугольными скульптурами на гранях, с включением хромдиопсида. Кристалл имеет значительные природные повреждения.
Алмаз прозрачный с лимонным оттенком.